# Ин ситу (медицина)
Ин ситу или in situ израз је који потиче из латинског језика са значењем „на лицу места – укорењено“,  „у просторијама“ или „на месту“ који најчешће служи да опише где се догађај одвија. Користи се у многим различитим контекстима и  у различитим облатима (медицина, архитектура, археологија, уметност, биологија, право, информатика…). У медицини термин ин ситу се често користи да опише многа стања, методе, интервенције, симулације итд.

## Области примене израза

### Онкологија
У онкологији израз израз ин ситу се користи да означи карцином (злоћудни тумор) код кога су малигне ћелије присутне у тумору, али нису метастазирале, или продрле изван слоја или типа ткива у коме су настале. Ово се може десити било где у телу, као што је кожа, ткиво дојке или плућа. На пример, канцер епителног порекла са таквим карактеристикама назива се карцином ин ситу и дефинише се као злоћудни тумор који није захватио структуре изван базалне мембране.
Ова врста тумора се често, у зависности од тога где се налази, може уклонити операцијом.

### Анатомија
У анатомији израз ин ситу се односи на посматрање структура онако како се појављују у нормалним здравим деловима телима. На пример, може се отворити трбушна дупља леша и видети јетра ин ситу или се може погледати изолована јетра која је уклоњена из тела леша.

### У сестринству
У сестринству, израз ин ситу служи да опише све уређаје или апарате које су на телу пацијента у жељеном и оптималном положају.

### Медицинска симулацији
У медицинској симулацији, „ин ситу“ се односи на праксу клиничких професионалаца који користе симулаторе пацијената високе верности за обуку из клиничке праксе у окружењима за негу пацијената, као што су болничка одељења, операционе сале и друга окружења, уместо у наменским објектима за обуку за симулацију.

### Биомедицина
У биомедицини, методом ин ситу полимеризације  производе се протеински наногели који пружају разноврсну платформу за складиштење и ослобађање терапеутских протеина.  Недавне студије показале су како ин ситу полимеризација може да се примени да би се побољшала стабилност, биоактивност и способност преласка биолошких баријера од стране биофармацеутика.  Ови производи имају примену за лечење рака, вакцинацију, дијагностику, регенеративну медицину и терапију генетских болести са губитком функција,
Протеини, ДНК и РНК  само су неколико примера биофармацеутика који имају потенцијал за лечење различитих поремећаја и болести, од рака до заразних болести.  Међутим, због одређених непожељних својстава као што су слаба стабилност, подложност разградњи ензима и недовољна способност да се продре кроз биолошке баријере, примена оваквих биофармацеутика у пружању медицинског лечења је озбиљно ометана.  Формирање нанокомпозита полимер-биомакромолекула путем ин ситу полимеризације нуди иновативно средство за превазилажење ових препрека и побољшање укупне ефикасности биофармацеутика.